# Доктор Мом
«Доктор Мом» — комбинированный препарат из лекарственных растений для лечения простуды и кашля. Выпускается в форме сиропа, пастилок и мази.
Торговая марка принадлежит компании Johnson & Johnson, используется на территории России и СНГ, а также в ЮАР (как Doktor Mom). Препараты производятся в Индии из индийского сырья.
«Доктор Мом» не содержит спирта, снотворных и наркотических веществ, поэтому может применяться в детской практике.

## История

Препараты «Доктор Мом» в аптеке (Россия)

Бренд «Доктор Мом» был выведен на российский рынок индийской фармацевтической компанией J.B. Chemicals & Pharmaceuticals Ltd. в 1994 году, вместе с другими лекарственными препаратами, такими как «Ринза», «Ринзасип», «Диклоран Плюс» и другими.
Изначально, кроме мази, пастилок и сиропа, «Доктор МОМ» был также представлен в форме раствора для наружного применения и карандаша для ингаляций.
По состоянию на 2010 год годовой объем продаж препаратов «Доктор МОМ» в России и СНГ составлял около $45 млн.
В мае 2011 года бренд «Доктор Мом» вместе с другими активами компании J.B. Chemicals & Pharmaceuticals Ltd. на территории России и стран СНГ был куплен компанией Johnson & Johnson за $260 млн.
По состоянию на 2016 год продуктовая линейка «Доктор Мом» состоит из сиропа от кашля, мази при симптомах простуды и пастилок от кашля семи различных вкусов (лимон, апельсин, клубника, малина, ананас, ягоды, фрукты).

## Состав

### Сироп
Каждые 100 мл сиропа содержат.
| Экстракт             | Количество | Свойство                                                                                 |
| Ocimum sanctum       | 1000 мг    | обладает отхаркивающим, потогонным, жаропонижающим, антисептическим действием            |
| Glycyrrhiza glabra   | 600 мг     | болеутоляющее, успокаивающее, охлаждающее, противовоспалительное, отхаркивающее действие |
| Curcuma longa        | 500 мг     | обладает противовоспалительным, антибактериальным действием                              |
| Zingiber officinale  | 100 мг     | оказывает противовоспалительное действие                                                 |
| Adhatoda vasica      | 600 мг     | обладает муколитическим, отхаркивающим, спазмолитическим действием                       |
| Solanum indicum      | 200 мг     | обладает жаропонижающим и отхаркивающим действием                                        |
| Inula racemosa       | 200 мг     | оказывает спазмолитическое, антисептическое, отхаркивающее действие                      |
| Piper cubeba         | 100 мг     | обладает противовоспалительным, отхаркивающим действием                                  |
| Terminalia bellerica | 200 мг     | обладает противоотечным, отхаркивающим действием                                         |
| Aloe barbadensis     | 500 мг     | обладает противовоспалительным, регенерирующим действием                                 |
| Menthol              | 60 мг      | обладает спазмолитическим, успокаивающим, антисептическим и болеутоляющим действием      |

### Мазь
Каждые 20 г мази содержат:
| Компонент              | Количество | Свойство                                                                     |
| Камфора                | 1,05 г     | обладает раздражающими и обезболивающими свойствами                          |
| Левоментол             | 0,61 г     | способен расширять сосуды и действовать как обезболивающее средство          |
| Ореха мускатного масло | 0,11 мл    | способно блокировать синтез простагландинов                                  |
| Скипидарное масло      | 1,11 мл    | местное раздражающее средство                                                |
| Тимол                  | 0,02 г     | обладает антисептическими, противогрибковыми и антибактериальными свойствами |
| Эвкалиптовое масло     | 0,30 мл    | обладает жаропонижающим и отхаркивающим действием                            |

Вспомогательное вещество: белый мягкий парафин (ск. треб. до 20,0 г.).

### Пастилки
Каждая пастилка содержит, помимо вспомогательных веществ:
| Экстракт            | Количество | Свойство                                                                                 |
| Glycyrrhiza glabra  | 15,0 мг    | болеутоляющее, успокаивающее, охлаждающее, противовоспалительное, отхаркивающее действие |
| Zingiber officinale | 10,0 мг    | оказывает противовоспалительное действие                                                 |
| Emblica officinalis | 10,0 мг    | оказывает противовоспалительное и жаропонижающее действие                                |
| Левоментол          | 7,0 мг     | обладает спазмолитическим, успокаивающим, антисептическим и болеутоляющим действием      |

## Фармакологические свойства
Обусловлены составом входящих в него компонентов. Сироп обладает бронхолитическим, муколитическим, отхаркивающим и противовоспалительным действием. Мазь оказывает местнораздражающее, отвлекающее, противовоспалительное и антисептическое действие. Пастилки обладают противовоспалительным и отхаркивающим действием.
Исследование, проведённое Российской медицинской академией последипломного образования среди детей, показало более высокую эффективность сиропа «Доктор Мом» по сравнению с простым сиропом (сиропом корня солодки).

## Показания
Растительный сироп применяется в качестве симптоматической терапии при заболеваниях дыхательных путей, сопровождающихся кашлем с трудно отделяемой мокротой:
- острые и хронические заболевания верхних дыхательных путей
- (острые респираторные заболевания, фарингит, ларингит, трахеит, бронхит);
- пневмонии (в комплексе с антимикробной терапией);
- хронические заболевания органов дыхания, включая «бронхит курильщика»;
- профессиональный «лекторский» ларингит;
- механические раздражения слизистой верхних дыхательных путей.[16][17]

Мазь «Доктор Мом» может применяться для лечения детей с 2 лет, сироп — для лечения детей с 3 лет. Пастилки Доктор Мом — с 18 лет (в связи с отсутствием клинических данных).

## Противопоказания
Повышенная чувствительность к компонентам препарата, детский возраст. Также для мази — повреждения кожных покровов, наличие кожных заболеваний на участках предполагаемого применения препарата.
В связи с отсутствием опыта применения у беременных и кормящих женщин назначение препаратов «Доктор Мом» данной группе не рекомендуется.